# Clic bilabiale
Il clic bilabiale è un gruppo di consonanti clic, il cui suono è come uno schiocco delle labbra.
I clic bilabiali sono presenti come fonemi solo nella famiglia linguistica khoisan (gruppo delle lingue tuu, composta da due lingue di cui una quasi estinta, e lingua ǂhua); è inoltre presente nel damin, lingua rituale dell'Australia.
Il simbolo dell'Alfabeto fonetico internazionale che rappresenta il luogo di articolazione di questi suoni è ⟨ʘ⟩; questo segno può essere combinato con una seconda lettera che indica la modalità di articolazione.
Clic labiali comuni sono:
| IPA I | IPA II | Descrizione                            |
| ----- | ------ | -------------------------------------- |
| ⟨ʘ⟩   | ⟨ʘ⟩    | Click bilabiale tenue                  |
| ⟨ʘʰ⟩  | ⟨ʘʰ⟩   | Click bilabiale aspirato               |
| ⟨ʘ̬⟩   | ⟨ᶢʘ⟩   | Click bilabiale sonoro                 |
| ⟨ʘ̃⟩   | ⟨ᵑʘ⟩   | Click bilabiale nasalizzato            |
| ⟨ʘ̥̃ʰ⟩  | ⟨ᵑ̊ʘʰ⟩  | Click bilabiale aspirato nasalizzato   |
| ⟨ʘ̃ˀ⟩  | ⟨ᵑʘˀ⟩  | Click bilabiale glottidale nasalizzato |

L'italiano non ha clic labiali (e nessuna consonante clic) come fonema.
| Lingua | Parola | IPA | Significato |
| ------ | ------ | --- | ----------- |
| ǂHoan  | ʘoa    | ʘoa | due         |
| Taa    | ʘàa    | ʘàa | bambino     |
| Damin  | m!i    | ʘ̃i  | vegetale    |